# Reinhard Bredow
Reinhard Bredow (Ilsenburg, 6 aprile 1947) è un ex slittinista tedesco orientale, vincitore di una medaglia d'oro ai Giochi olimpici a Sapporo 1972. Dopo la riunificazione della Germania (1990), ha acquisito la cittadinanza tedesca.

## Biografia
Gareggiò unicamente nel doppio e dal suo esordio fino al ritiro fece coppia con Horst Hörnlein.
Prese parte a due edizioni dei Giochi olimpici invernali: a Grenoble 1968 giunse quinto ed a Sapporo 1972 vinse la medaglia d'oro a pari merito con la coppia italiana formata da Paul Hildgartner e Walter Plaikner.
Ai campionati mondiali ottenne una medaglia d'oro, una d'argento e due di bronzo tutte nel doppio. Nelle rassegne continentali vinse due medaglie d'oro, sempre nel doppio.
Concluse la carriera agonistica dopo la vittoria nel doppio nella manifestazione iridata di casa ad Oberhof 1973.

## Palmarès

### Olimpiadi
- 1 medaglia:
  - 1 oro (doppio a Sapporo 1972).

### Mondiali
- 4 medaglie:
  - 1 oro (doppio ad Oberhof 1973);
  - 1 argento (doppio a Königssee 1969);
  - 2 bronzi (doppio a Königssee 1970; doppio a Valdaora 1971).

### Europei
- 2 medaglie:
  - 2 ori (doppio ad Hammarstrand 1970; doppio a Königssee 1972).